# Hermandad de la Buena Muerte (Jerez)
La Cofradía del Niño de Jesús y Hermandad de Nazarenos del Santísimo Cristo de la Buena Muerte, María Santísima del Dulce Nombre y Apóstol Señor San Juan, conocida como la Buena Muerte es una cofradía católica que procesiona en la madrugada del Viernes Santo en la Semana Santa de Jerez de la Frontera. Es muy seguida su recogida por la calle Ancha, donde los gitanos de Santiago les cantan saetas.

## Historia

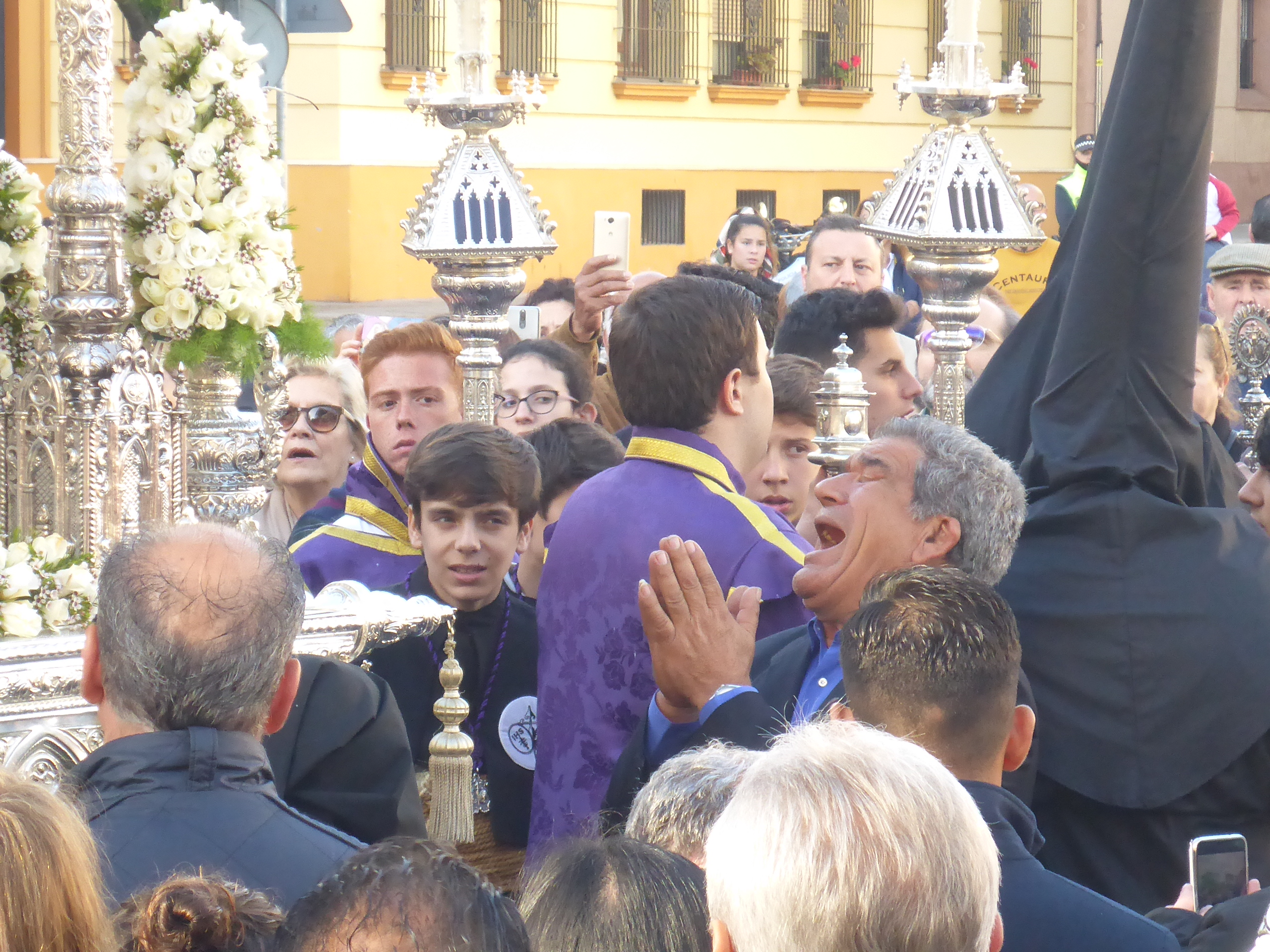
Mono Vargas canta una saeta a la Dolorosa

Vinculada a la Archicofradía del Niño Jesús, fue fundada en 1957, y su sede canónica se encontraba en la desaparecida Capilla de la Inmaculada Concepción, sita en la calle Ponce. Posteriormente se trasladaron a la Iglesia de la Victoria en 1960, y hasta el año 1981, en el cual se trasladan a la Parroquia de Santiago.

## Túnica
Túnica de cola, antifaz y sandalias de ruán negro. Con el escudo de la corporación en el centro del antifaz, la cola va posicionada sobre el brazo contrario al que lleva el cirio.

## Pasos

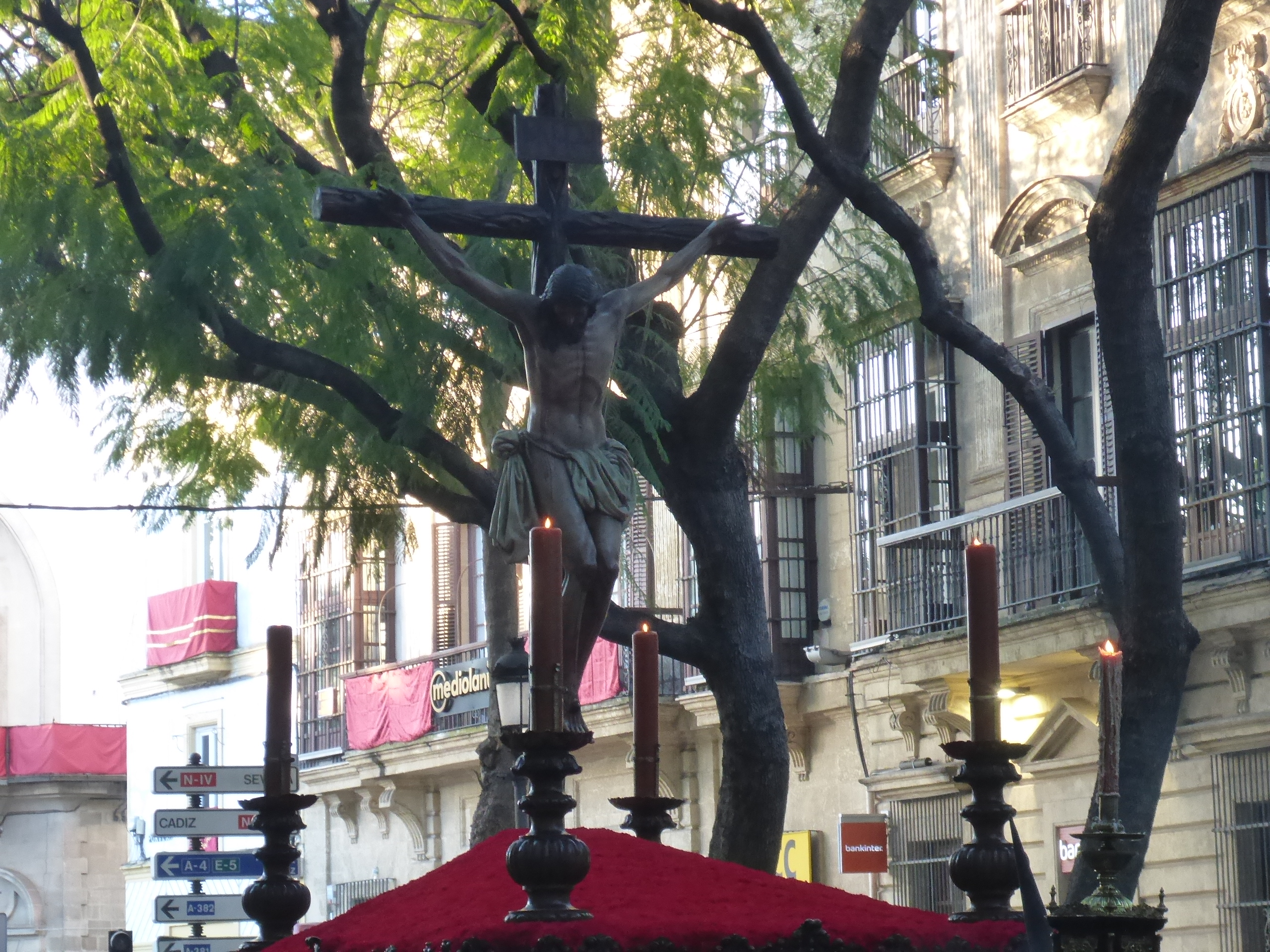
Misterio

El primero de los pasos muestra a Cristo, muerto en la cruz; el Señor es una obra del imaginero sevillano Antonio Castillo Lastrucci en el año 1957. El paso de misterio es obra del jerezano Francisco Barroso García en 1961, realizado en ukola brasileña y de estilo barroco. En las cuatro esquinas del mismo hay cuatro hachones, y bajo ellos aparecen los cuatro evangelistas.

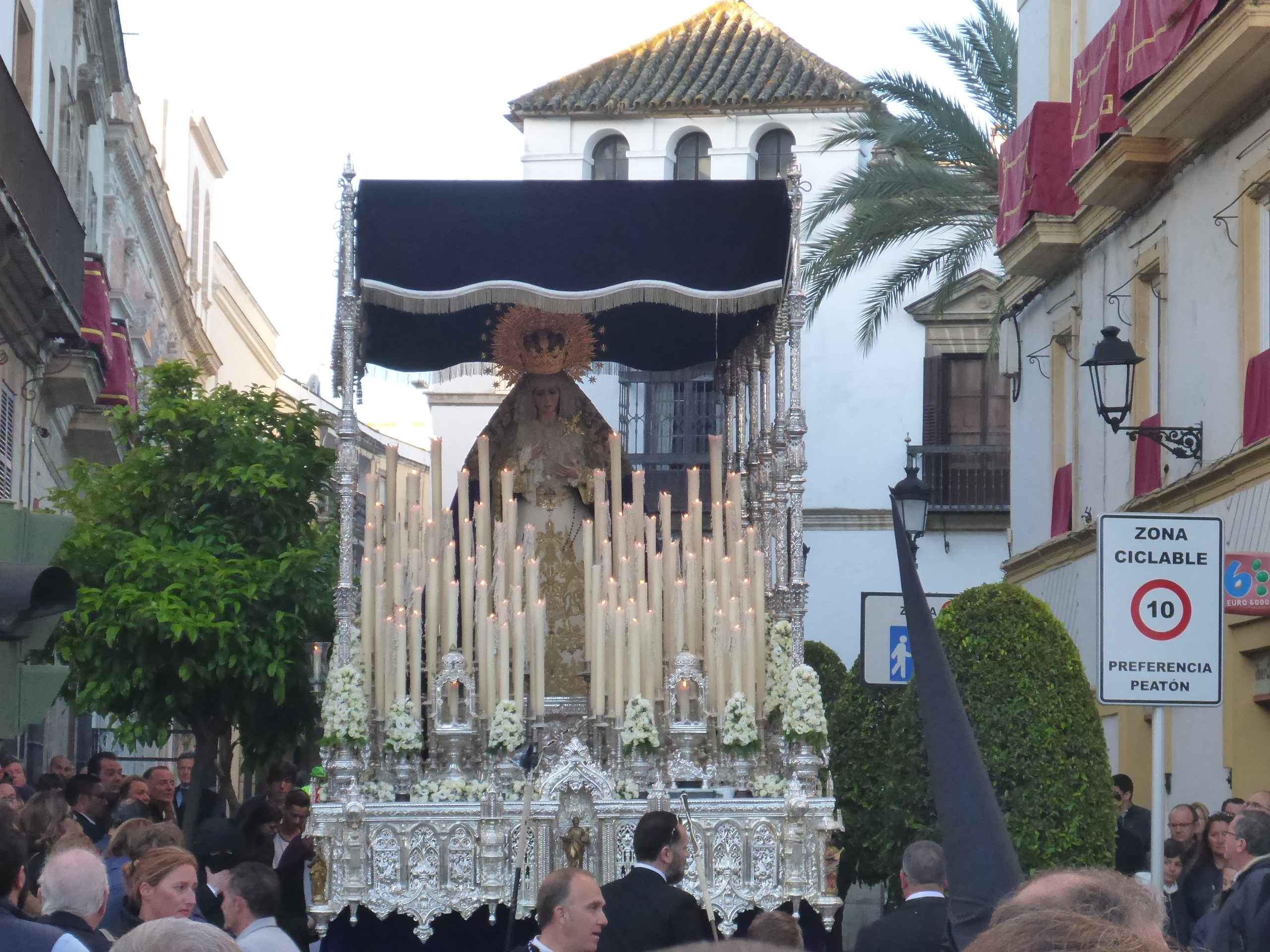
María Santísima del Dulce Nombre

María Santísima del Dulce Nombre es obra de Antonio Castillo Lastrucci en 1964, y procesiona en un precioso paso de palio de estilo arquitectura gótica.

## Otras actividades
Además de la salida procesional de pasión, la hermandad realiza otra procesión, la de Jesús Niño en enero

## Sede
Su sede canónica es la Iglesia de Santiago, exactamente en la nave de la epístola, entre el Altar Mayor y la capilla de la Virgen de la Paz.

## Paso por Carrera Oficial
| Predecesor: El Nazareno | Orden de entrada en Carrera Oficial (Madrugá) 4º lugar | Sucesor: La Yedra |